# کوکوهای نمادین
کوکوهای نمادین (نام علمی: Cuculus) سرده‌ای از خانوادهٔ کوکویان است که در بیشتر مناطق جهان قدیم نمایندگانی دارد، اگرچه بیشترین تنوع در مناطق گرمسیری جنوب و جنوب شرق آسیا است.

## آرایه‌شناسی
سردهٔ کوکوها در سال ۱۷۵۸ توسط طبیعت‌شناس سوئدی کارل لینه در ویرایش دهم سیستم طبیعی خود معرفی شد. نام سرده یک کلمه لاتین «فاخته» است. گونه نماد آن کوکوی معمولی (نام علمی: Cuculus canorus) است.

### گونه‌ها
این سرده شامل ۱۱ گونه است:
- کوکوی سیاه، Cuculus clamosus
- کوکوی سینه‌سرخ، Cuculus solitarius
- کوکوی کوچک، Cuculus poliocephalus
- کوکوی سولاوسی یا کوکوباز سولاوسی، Cuculus crassirostris
- کوکوی هندی، Cuculus micropterus
- کوکوی ماداگاسکار، Cuculus rochii
- کوکوی آفریقایی، Cuculus gularis
- کوکوی هیمالیایی، Cuculus saturatus
- کوکوی خاوری، Cuculus optatus (قبلا horsfieldi) (از C. saturatus جدا شده است)
- کوکوی سوندا، کوکولوس لپیدوس (از C. saturatus جدا شده است)
- کوکوی معمولی، Cuculus canorus

برخی منابع نیز کوکوی رنگ‌پریده را در این سرده قرار می‌دهند، اگرچه در مورد رده‌بندی مناسب اختلاف نظر وجود دارد.
کوکوبازها اکنون در یک جنس جداگانه به نام Hierococcyx قرار می‌گیرند، در حالی که کوکوی رنگ‌پریده وابسته به Cacomantis است.
این پرندگان دارای اندازه‌های گوناگون با بدن باریک، دم بلند و پاهای قوی هستند. بیشتر در جنگل‌های باز رخ یافت می‌شوند، اما برخی مناطق بازتر را ترجیح می‌دهند. چندین گونه مهاجر هستند.
اینها گونه‌های آواساز، با صداهای مداوم و بلند هستند. آنها از حشرات بزرگ تغذیه می‌کنند و کرم‌های پیله‌ساز که برای بسیاری از پرندگان ناپسند است، یک متخصص است. یک یا دو گونه نیز مقداری میوه می‌خورند.
کوکوهای سردهٔ Cuculus انگل‌های جوجه‌آوری هستند، یعنی در لانه‌های میزبان‌های مختلف گنجشک‌سان یک تخم می‌گذارند. شناخته‌شده‌ترین نمونه آن کوکوی معمولی اروپایی است. کوکوی ماده در هر مورد یکی از تخم‌های میزبان را با یکی از تخم‌های خود جایگزین می‌کند. تخم کوکو زودتر از تخم میزبان بیرون می‌آید و جوجه سریع‌تر رشد می‌کند. در بیشتر موارد جوجه کوکو تخم‌ها یا جوانه‌های گونه میزبان را بیرون می‌کند.
گونه‌های سرده کوکوها تخم‌های رنگی می‌گذارند تا با میزبان‌های گنجشک‌سان خود مطابقت داشته باشند. کوکوهای ماده در یک گونه میزبان خاص (به‌طور کلی گونه‌هایی که آنها را بزرگ کرده‌اند) تخصص دارند و تخم‌هایی می‌گذارند که بسیار شبیه به تخم‌های آن میزبان هستند.
یک گونه ممکن است از چندین ژن‌انگلی تشکیل شده باشد که هر ژن‌انگل در یک میزبان خاص تخصص دارد. شواهدی وجود دارد که نشان می‌دهد نژادها از نظر ژنتیکی با یکدیگر متفاوت هستند اگرچه سایر مقامات بیان می‌کنند که وقتی کوکوهای ماده با نرهای هر جنس جفت می‌شوند، ژن‌ها بین نژادها جریان دارند.